# Bjarne Goldbæk
Bjarne Goldbæk (Copenaghen, 6 ottobre 1968) è un procuratore sportivo ed ex calciatore danese, di ruolo centrocampista.

## Carriera
Ha passato la maggior parte della sua carriera nella Bundesliga, in Germania e successivamente ha anche provato l'esperienza inglese con Chelsea e Fulham.
Ha partecipato a Francia 1998 con la Nazionale danese.
Si è ritirato nel 2005, a quasi 37 anni.

## Palmarès

### Club

#### Competizioni nazionali
- Coppa di Germania: 1

Kaisrslautern: 1989-1990
- Campionato tedesco: 1

Kaiserslautern: 1990-1991
- Supercoppa di Germania: 1

Kaiserslautern: 1991
- Coppa di Danimarca: 1

Copenaghen: 1996-1997